# 金彗星
金彗星（1988年1月14日—），韓國男演員。

## 演出作品

### 電視劇
- 2006年：MBC《不可阻擋的High Kick》飾演 李敏浩
- 2008年：KBS《風之國》飾演 如津
- 2009年：MBC《穿透屋頂的High Kick》飾演 李敏浩（第1集客串）
- 2013年：tvN《馬鈴薯星2013QR3》（第100集客串）
- 2017年：SBS《操作》飾演 宋泰俊
- 2017年：KBS《Mad Dog》飾演 溫樓利

### 電影
- 2005年：《珍妮和朱諾》
- 2006年：《黑幫高中》
- 2008年：《男得遇見你》飾演 敏秀
- 2010年：《走進炮火中》飾演 勇萬
- 2011年：《棒球之愛》
- 2015年：《退魔：巫女窟》
- 2020年：《紙花》

### MV
- 2017年：MONODAY〈沒有你的日子已過去（너 없는 하루가 간다）〉

## 綜藝
- 2006年：MBC《黃金漁場》
- 2007年：MBC《無限挑戰》E041新年特輯嘉賓
- 2013年：SBS《叢林的法則》第三季－喜馬拉雅篇
- 2015年：MBC《黃金漁場 Radio Star》
- 2017年：MBC《黃金漁場 Radio Star》

## 外部連結
- 官方網站 （页面存档备份，存于）
- NAVER （页面存档备份，存于）
- 金彗星的Instagram帳戶